# Limnetron antarcticum
Limnetron antarcticum là loài chuồn chuồn trong họ Aeshnidae. Loài này được Förster mô tả khoa học đầu tiên năm 1907.